# Anomoclausiidae
Anomoclausiidae is een familie van eenoogkreeftjes in de orde van de Poecilostomatoida. De wetenschappelijke naam van de familie is voor het eerst geldig gepubliceerd in 1964 door Gotto.

## Geslachten
- Anomoclausia Gotto, 1964